# 13681 Монті Пайтон
13681 Монті Пайтон (13681 Monty Python) — астероїд головного поясу, відкритий 7 серпня 1997 року.
Тіссеранів параметр щодо Юпітера — 3,229.